# Gómez Plata
Gómez Plata – miasto w Kolumbii, w departamencie Antioquia.